# Trick'd
Trick'd è un EP della rapper statunitense Sirah.

## Tracce
1. Double Yellow Lines - 03:30
2. Trick'd - 03:23
3. Over And Over Again - 03:58
4. Where Do We Go - 03:44